# 의정부서중학교 축구부
의정부서중학교 축구부는 경기도 의정부시에 위치한 의정부서중학교의 축구부이다. 

## 같이 보기
- 다온중학교